# Katastrofa metra w Moskwie
Katastrofa metra w Moskwie – katastrofa, jaka wydarzyła się 15 lipca 2014 w moskiewskim metrze na odcinku linii Arbacko-Pokrowskiej, pomiędzy stacjami Sławianski Bulwar i Park Pobiedy (najgłębsza stacja moskiewskiego metra). Pociąg wskutek spadku napięcia w sieci trakcyjnej gwałtownie zahamował, po czym wykoleił się. W wyniku katastrofy śmierć poniosły 24 osoby, a ponad 160 zostało rannych. Władze badający przyczynę wypadku wstępnie wykluczyły zamach terrorystyczny.

## Wypadek

Wykolejenie się pociągu metra w Moskwie (mapa interaktywna)

Wypadek miał miejsce w pobliżu stacji Sławianski Bulwar, gdzie wykoleiły się trzy wagony podziemnej kolejki. Komitet Śledczy Federacji Rosyjskiej poinformował, że pociąg wykoleił się wskutek nagłego hamowania po spadku napięcia w sieci zasilającej trakcję.
Kilka minut po katastrofie pojawiły się plotki o wybuchu na trasie tej kolejki, jednak minister ds. obrony cywilnej, sytuacji nadzwyczajnych i likwidacji następstw klęsk żywiołowych Rosji Władimir Puczkow, poinformował, że awaria miała charakter techniczny, a prokuratorzy wykluczyli możliwość zamachu.